# Hidden Agenda (película de 1999)
Hidden Agenda (titulada: Agenda secreta en Argentina y Agenda oculta en España) es una película canadiense de acción, crimen y misterio de 1999, dirigida por Iain Paterson, que a su vez la escribió junto a Jerry Lambert y Josh Olson, musicalizada por Harry Manfredini, en la fotografía estuvo Thom Best y los protagonistas son Kevin Dillon, Andrea Roth y J.T. Walsh, entre otros. El filme fue realizado por Le Monde Entertainment y se estrenó el 2 de noviembre de 1999.

## Sinopsis
Un joven alumno de medicina se dirige a Berlín para investigar el aparente fallecimiento de su hermano, se entera de su vida oculta de espionaje, engaño y crimen del más alto nivel.